# Edmund Davies
Herbert Edmund Edmund-Davies, barone Edmund-Davies (Mountain Ash, 15 luglio 1906 – 26 dicembre 1992), è stato un avvocato e giudice britannico.

## Primi anni di vita, formazione e carriera iniziale
Herbert Edmund Edmund-Davies nacque a Mountain Ash, Glamorgan (oggi Rhondda Cynon Taf), in Galles, il 15 luglio 1906 ed era il terzo figlio di Morgan John Davies e Elizabeth Maud Edmunds. La sua era una famiglia di minatori. Studiò alla Mountain Ash Grammar School, al King's College di Londra e all'Exeter College dell'Università di Oxford dove ricevette la vinerian scholarship. Nel 1929 si qualificò al Gray's Inn e poi lavorò anche come esaminatore e docente presso la London School of Economics dal 1930 e al 1931. Durante la seconda guerra mondiale, prestò servizio nella Army Officers' Emergency Reserve e nei Royal Welch Fusiliers. Fu recorder a Merthyr Tydfil dal 1942 al 1944, a Swansea dal 1944 al 1953 e a Cardiff dal 1953 al 1958. Tra il 1953 e il 1964 fu presidente delle Denbighshire Quarter Sessions.

## Carriera giudiziaria
Nel 1958 il lord cancelliere David Maxwell Fyfe lo nominò giudice della Corte suprema della Queen's Bench Division, un incarico che mantenne fino al 1966. Sempre nel 1958 venne nominato cavaliere.
Il nome Davies attirò immediatamente l'attenzione del pubblico quando toccò a lui giudicare un tedesco di nome Guenther Podola, che aveva sparato e ucciso un sergente di polizia; Podola fu condannato per omicidio capitale e impiccato nel novembre del 1959. Podola affermò di essere stato picchiato dalla polizia e che di conseguenza aveva perso la memoria degli eventi. Una perizia ordinata dal tribunale disse che stava fingendo la sua condizione. Nel 1964 fu inviato ad Aylesbury per giudicare il noto caso dell'assalto al treno postale Glasgow-Londra. La severità delle frasi che pronunciò fu e rimane controversa.
Nel 1966 venne nominato membro del Consiglio privato di sua maestà e fu lord justice of appeal dal 1966 al 1974. Nel 1967 il Segretario di Stato per il Galles lo nominò presidente del tribunale d'inchiesta per il disastro di Aberfan. Il 1º ottobre 1974 venne nominato lord of appeal in ordinary e nominato pari a vita con il titolo di barone Edmund-Davies, di Aberpennar nella contea di Mid Glamorgan. Per consentirgli di ottenere questo titolo, cambiò il suo cognome in "Edmund-Davies", in modo che il suo nome, che aveva fatto parte del suo titolo giudiziario per più di 15 anni, potesse essere incorporato al titolo.
In seguito a gravi problemi con il reclutamento e il mantenimento di agenti di polizia in Inghilterra e Galles a causa della retribuzione cronicamente bassa e ormai rimasta molto indietro rispetto alla retribuzione di professionisti comparabili, nell'agosto del 1977 il Segretario di Stato per gli affari interni Merlyn Rees lo nominò presidente di una commissione d'inchiesta sui meccanismi di negoziazione per le retribuzioni e le condizioni della polizia. Nel dicembre del 1977 i suoi termini di riferimento furono ampliati per includere i livelli di retribuzione. Il suo rapporto fu pubblicato nel luglio del 1978. Esso raccomandava un aumento sostanziale della retribuzione per gli agenti di polizia nell'ordine del 45%. Le sue raccomandazioni furono attuate integralmente nel 1979 dal nuovo governo conservatore e gli elementi essenziali del regime retributivo Edmund-Davies sono rimasti inalterati da allora. La revisione di Edmund-Davies divenne una pietra miliare per le retribuzioni della polizia e della Federazione di Polizia di Inghilterra e Galles - l'organo di rappresentanza per gli ufficiali di polizia fino al grado di ispettore capo compreso - che tenacemente difende il regime di Edmund-Davies.
Nel 1981 si ritirò dall'ufficio di lord of appeal in ordinary. Dal 1974 al 1985 fu pro-cancelliere dell'Università del Galles. Dal 1982 al 1988 fu presidente del London Welsh Trust, che gestisce il London Welsh Centre.
Morì il 26 dicembre 1992 all'età di 86 anni.

## Famiglia
Nel 1935 sposò Eurwen Williams-James. Dalla loro unione nacquero tre figlie.